# Utira
Utira es un corregimiento del distrito de Río de Jesús en la provincia de Veraguas, República de Panamá. La localidad tiene 314 habitantes (2010).